# Elecciones municipales de Durán de 2023
Las elecciones municipales en Durán de 2023 fue parte del proceso electoral que se realizó en las elecciones seccionales de Ecuador de 2023 y que se llevó a cabo el 5 de febrero, con el fin de designar a las autoridades locales para el período 2023-2027 para dicho cantón. En el municipio de Durán se eligieron un alcalde y once concejales (seis por el distrito 1 y cinco por el distrito 2). Luego de la jornada electoral y una vez realizado el conteo de votos resultó ganador el candidato Luis Chonillo, que terció por una coalición de seis partidos y movimientos políticos, entre los que se encontraban el Movimiento Ciudadano, Movimiento Durán Puede Más, Movimiento Renovación (Durán), RETO, Construye y Avanza. La segunda candidata con mayor votación, fue la exalcaldesa Arce, miembro del Partido RC5, y que comenzó su carrera política como concejal del cantón Durán y llegó a ocupar un curul en la asamblea.  

## Preparación
El cantón Durán se encuentra frente a Guayaquil, los une el puente de la Unidad Nacional, y en el habitan 315 000 personas. El Consejo Nacional Electoral estableció el calendario electoral para las elecciones seccionales de 2023, que se desarrollaron el 5 de febrero de 2023.
La convocatoria a los participantes político se realizaron el 21 de agosto de 2022. Y las inscripciones de los candidatos se hicieron durante un mes, hasta el 20 de septiembre.
La campaña electoral a partir del 3 de enero al 5 de febrero de 2023. 
La posesión de las autoridades electas se realizó el 14 de mayo del 2023.

## Antecedentes
El Candidato del Movimiento Democracia Sí Yamil Layana, declinó su candidatura el 24 de enero, pese a que el Código de la Democracia, en su artículo 108, establece que "las candidaturas a cargos de elección popular, una vez calificadas e inscritas son irrenunciables", y decidió respaldar al candidato Luis Chonillo, una de las razones es que considera que la candidatura de Chonillo arrojaría una mejor y nueva administración, no como las "dos últimas administraciones que no dieron resultados positivos para Durán".

## Candidatos
| Lista              | Logo | Partido / Movimiento | Candidato                 |
| ------------------ | ---- | --- | ------------------------- |
| 1 12               |      | Centro Democrático Izquierda Democrática | José Solís                |
| 2                  |      | Unidad Popular | Ricardo Valle Macías      |
| 4 16               |      | Alianza del Futuro conformada por: Pueblo, Igualdad y Democracia Movimiento AMIGO                                                                     | Alexandra Cornejo Poveda  |
| 5                  |      | Revolución Ciudadana | Alexandra Arce Pluas      |
| 6 75               |      | Partido Social Cristiano Movimiento Cívico Madera de Guerrero                                                                                         | Rodrigo Aparicio          |
| 17                 |      | Partido Socialista Ecuatoriano | Leonidas Cevallos         |
| 18 118             |      | Cambiemos la Historia conformada por Pachakutik Duraneños en marcha                                                                                   | Pablo Ayala               |
| 20                 |      | Democracia Sí | Yamil Genaro Layana Yagua |
| 21                 |      | Movimiento CREO | Stiven Molina Pacheco     |
| 23                 |      | Movimiento SUMA | Andrea Peralta            |
| 101                |      | Movimiento Luis Rodas Toral | Giovanni Rodas Ramirez    |
| 150 117 61 33 25 8 |      | Chonillo ¡Ahora sí! conformado por: Movimiento Ciudadano Movimiento Durán Puede Más Movimiento Renovación Movimiento RETO Movimiento Construye Avanza | Luis Chonillo             |

## Resultados
|  | 36.08 % |

|  | 24.62 % |

|  | 21.10 % |

|  | 6.10 % |

|  | 3.44 % |

|  | 3.28 % |

|  | 2.11 % |

|  | 1.21 % |

|  | 0.83 % |

|  | 0.52 % |

|  | 0.35 % |

|  | 0.35 % |

|  | 100 % |

### Nómina de Concejales Electos

#### Circunscripción Urbana 1
| Partido | Concejal         |
| --- | ---------------- |
| Revolución Ciudadana | Richard Palacios |
| Revolución Ciudadana | Edison Vaca      |
| Chonillo ¡Ahora sí! conformado por: Movimiento Ciudadano Movimiento Durán Puede Más Movimiento Renovación (Durán) Movimiento RETO Movimiento Construye Avanza | Hugo Obando      |
| Chonillo ¡Ahora sí! conformado por: Movimiento Ciudadano Movimiento Durán Puede Más Movimiento Renovación (Durán) Movimiento RETO Movimiento Construye Avanza | Jessika Solís    |
| Partido Social Cristiano Movimiento Cívico Madera de Guerrero                                                                                                 | María Barreiro   |
| Partido Social Cristiano Movimiento Cívico Madera de Guerrero                                                                                                 | Cristian Vera    |

#### Circunscripción Urbana 2
| Partido | Concejal         |
| --- | ---------------- |
| Chonillo ¡Ahora sí! conformado por: Movimiento Ciudadano Movimiento Durán Puede Más Movimiento Renovación (Durán) Movimiento RETO Movimiento Construye Avanza | Raquel Heredia   |
| Chonillo ¡Ahora sí! conformado por: Movimiento Ciudadano Movimiento Durán Puede Más Movimiento Renovación (Durán) Movimiento RETO Movimiento Construye Avanza | Leonardo Garrido |
| Revolución Ciudadana | Carlos Salazár   |
| Revolución Ciudadana | Nelly Valencia   |
| Partido Social Cristiano Movimiento Cívico Madera de Guerrero                                                                                                 | Marcia Moncada   |